# Jean-Xavier Lefèvre
Jean-Xavier Lefèvre (6 de març del 1763, Lausana, Suïssa - 9 de novembre del 1829, París) fou un clarinetista i compositor francès.

## Biografia
Va ser el primer professor de clarinet al Conservatori de París i també va ser autor d'un mètode per a aquest instrument. Va estudiar clarinet a París amb Michel Yost, i moltes vegades va tocar en els spitiruels concerts entre 1783 i 1791. També va ser clarinet solista a la Capella Imperial (més tard Reial) des de 1807 fins a la seva mort. A continuació, va entrar a l'Orquestra de l'Òpera de Romandre fins a l'any 1817. El 1795, la data de la seva fundació, fins a 1824. Lefèvre va formar al Conservatoris clarinetistes de gran nivell, com ara Claude François Buteux i Bernhard Henrik Crusellas. El seu mètode de clarinet, publicat el 1802, va tenir molt èxit i va ser traduït a l'alemany i a l'italià.

## Composicions
Va publicat nombroses composicions (duos, trios i concerts).
- Marxes militars i pas redoublés per harmònium
- Himne a l'agricultura per a veu i harmònium
- Sis concerts per a clarinet i orquestra
- Diverses simfonies concertants
- Sis quartets per a clarinet i coredes
- Sis trios per a dos clarinets i fagot
- Sis duos per a clarinet i fagot
- Nombrosos duos per a dos clarinets
- Diverses sonates per a clarinet